# Carmen López-Cortón
Carmen López-Cortón (Vijoy, Bergondo; 9 de julio de 1866 - Madrid, 19 de marzo de 1938) fue una maestra española.

## Trayectoria
Hija de José Pascual López Cortón y Julia Viqueira Flores-Calderón, estudió en Madrid en la Institución Libre de Enseñanza. Viajó a Inglaterra para ampliar sus conocimientos sobre la educación británica, y allí se inclinó hacia los temas pedagógicos, educativos y sociales. Publicó en el Boletín de la Institución Libre de Enseñanza algunos artículos en los que exponía cómo se produjo el acceso de las mujeres a la educación superior en algunos países europeos.
Se casó con Manuel Bartolomé Cossio el 9 de agosto de 1893 en el Santuario del Bom Jesus do Monte en Braga. Tuvieron dos hijas, Natalia (1894) y Julia (1900).